# 지토세역 (아오모리현)
지토세역(일본어: 千年駅)은 일본 아오모리현 히로사키시에 위치한 고난 철도 고난 선의 철도역이다. 섬식 승강장 1면 2선의 구조를 갖춘 지상역이다.

## 타는 곳
| 1 | ■ 오와니 선 | 상행 | 오와니 방면       |
| 2 | ■ 고난 선   | 하행 | 주오히로사키 방면 |

## 역 주변
- 아오모리 은행 조난 출장소

## 역사
- 1952년 1월 26일 : 히로사키 전기 철도의 쓰가루치토세역으로서 개업.
- 1970년 10월 1일 : 고난 철도로 양도.
- 1975년 12월 15일 : 업무 위탁화.
- 1986년 4월 1일 : 지토세역으로 개칭.
- 2007년경 : 종일 무인화.

## 인접 역
| 고난 철도 오와니 선    | 고난 철도 오와니 선 | 고난 철도 오와니 선                |
| ---------------------- | ------------------- | ---------------------------------- |
| 고구리야마 오와니 방면 | ■ 오와니 선         | 세이아이추코마에 주오히로사키 방면 |